# Lista de rodovias estaduais do Pará
Este anexo, é a relação de rodovias do estado do Pará.

## Rodovias municipais
Região Metropolitana de Belém
- Artur Bernardes
- Augusto Montenegro
- Mário Covas
- Transmangueirão
- 40 Horas

Região Metropolitana de Santarém
- Engenheiro Fernando Guilhon

## Rodovias estaduais
- PA-102
- PA-108
- PA-112 (Rodovia Dom Eliseu Corolli)
- PA-124
- PA-125
- PA-127
- PA-136
- PA-140
- PA-150 (Rodovia Paulo Fontelles)
- PA-151
- PA-154
- PA-157
- PA-158
- PA-159
- PA-160
- PA-167
- PA-192
- PA-220
- PA-235
- PA-238
- PA-241
- PA-242
- PA-252
- PA-251
- PA-253
- PA-254
- PA-255
- PA-256
- PA-257
- PA-260
- PA-263
- PA-265
- PA-275
- PA-279
- PA-287
- PA-318
- PA-320
- PA-322
- PA-324
- PA-327
- PA-364
- PA-368
- PA-370
- PA-375
- PA-379
- PA-380
- PA-391 (Rodovia Engenheiro Augusto Meira Filho)
- PA-392
- PA-395
- PA-396
- PA-403
- PA-404
- PA-405
- PA-406 (Estrada do Cupuaçu)
- PA-407 (Rodovia do Açaí)
- PA-408
- PA-409
- PA-411
- PA-412
- PA-415 (Rodovia Ernesto Aciolli)
- PA-419
- PA-423
- PA-427
- PA-428
- PA-429
- PA-430
- PA-431
- PA-433
- PA-439
- PA-440
- PA-441
- PA-444
- PA-445
- PA-446
- PA-447
- PA-448
- PA-449
- PA-450
- PA-451
- PA-454
- PA-457 (Rodovia Everaldo Martins)
- PA-458
- PA-459
- PA-461
- PA-462
- PA-463
- PA-466
- PA-467
- PA-469
- PA-471
- PA-475
- PA-477 (Rodovia Piçarreira)
- PA-481
- PA-483 (Alça Viária do Pará)
- PA-485

### Administradas pelo estado do Pará
- Estrada do Creone[nota 1]
- Estrada de Itaipavas[nota 2]

## Rodovias federais
- BR-155
- BR-158
- BR-222
- BR-235
- BR-316 (Rodovia Capitão Pedro Teixeira):[2][3] é uma via de transito interestadual brasileira do tipo rodovia federal diagonal (sentido noroeste-sudeste) com 2 030 km de extensão, que liga os municípios brasileiros de Belém (Pará) e Maceió (alagoas).[2] Foi iniciada no final da década de 1960 e concluída na década de 1970, transpassando cinco estados: Pará, Maranhão, Piauí, Pernambuco, Alagoas.[4] Criada em 1970, serviu de eixo de mobilidade humana no processo de colonização da Amazônia com mão de obra nordestina nos grandes projetos, resultado em um aumento considerável do contingente populacional no Pará, principalmente nas cidades que irão compor a Região Metropolitana de Belém (RMB, iniciada na década de 1960 e oficializada por Lei Federal 14 de 1973).[4]
- BR-417
- BR-422
- Bernardo Sayão
- Cuiabá-Santarém
- Perimetral Norte
- Transamazônica
- Transbrasiliana
- Transoceânica